# Regny (wieś w województwie łódzkim)
Regny – wieś w Polsce położona w województwie łódzkim, w powiecie łódzkim wschodnim, w gminie Koluszki.
Na terenie miejscowości znajduje się jednostka wojskowa.
Wieś królewska położona była w drugiej połowie XVI wieku w powiecie rawskim ziemi rawskiej województwa rawskiego. W latach 1975–1998 miejscowość administracyjnie należała do województwa piotrkowskiego.
Przez wieś przebiega droga wojewódzka nr 715.